# Albinen
Albinen là một đô thị trong huyện Leuk, bang Valais, Thụy Sĩ. Đô thị này có diện tích 15,5 km2, dân số thời điểm tháng 12 năm 2002 là 266 người.